# Cene Prevc
Cene Prevc, född 12 mars 1996 i Kranj är en slovensk före detta backhoppare och sedan 2023 krögare. Prevc tillhör en stor backhopparfamilj med äldre brodern Peter, yngre brodern Domen och yngre systern Nika. 
Prevc har ett personbästa som mäter 246 meter, satt den 27 mars 2022 i Planica.

## Backhoppningkarriär
Prevc växte upp med backhoppningen och med två stora anläggningar i Kranj har han hoppat sedan han var mycket ung. Hans professionella debut i tävlingar sanktionerade av det internationella skidförbundet skedde 2011 i just Kranj. Under juniorvärldsmästerskapen i nordisk skidsport 2013 i tjeckiska Liberec blev Prevc elva individuellt men tog guld med det slovenska laget i lagtävlingen. Prevc debuterade i världscupen i backhoppning som artonåring den 21 mars 2014 i Planica, och tog sig in på sextonde plats av fyrtionio deltagande.
Prevc lyckades under sin karriär ta sig upp på prispallen sex gånger, varav fem gånger i lagtävlingar. Prevc hoppade till sig en tredje plats individuellt i Willingen den 30 januari 2022, hans bästa individuella prestation resultatmässsigt. Prevc deltog i de olympiska vinterspelen 2022 i Peking, där han placerade sig på tolfte plats i den individuella tävlingen i stor backe, och tog ett silver med det slovenska herrlaget. Prevc meddelade i oktober 2022 att han avslutar sin elitsatsning för att fokusera på universitetsstudier i elektroteknik. Prevc uppgav även att träningen inte längre motiverade honom, och att skidflygning (de största backarna) var det enda han fortsatt fann intressant med sporten. Han lämnade dock dörren öppen för att delta sporadiskt i tävlingar i sitt första officiella uttalande. Han gjorde sitt formellt sista hopp i skidflygningsbacken i Planica den 1 april 2023, efter ett år av inaktivitet. Hoppet mätte 218,5 meter.
I kontinentalcupen i backhoppning, nivån under världcupen har Prevc mellan 2013 och 2021 tagit hem tjugo pallplatser, varav fem segrar individuellt.

## Senare karriär

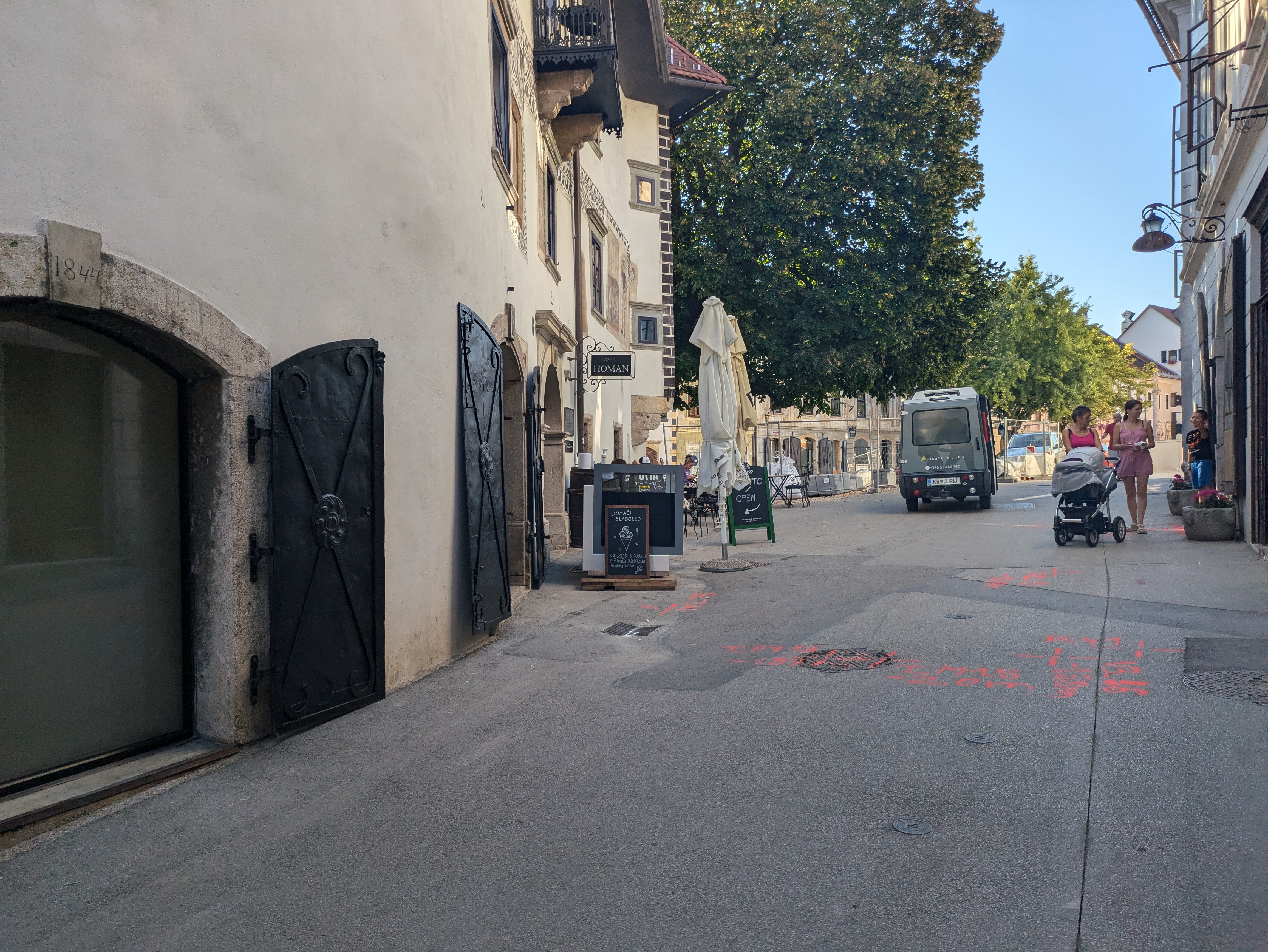
Exteriören av Prevc bar, vid Mestni trg 2 i Škofja Lokas centrum.

Prevc äger tillsammans med Matej Kavčič och driver numera en dessertrestaurang och bar vid namn Homan i den gamla stadskärnan i Škofja Loka. Homan som café och bar är över 150 år gammalt, varför han valt att inte byta namnet. Huset i sig över 500 år gammalt. Under 2023 köpte Prevc lokalen och renoverade den under åtta månader tillsammans med sin partner. Den 11 maj 2024 gifte sig Prevc med Julia Patricija Novak. Baren öppnades ånyo den 10 augusti 2024. Prevc har även gett sig in på ståuppkomik vid sidan av sina andra projekt.